# トラファルガー・タヴァーン

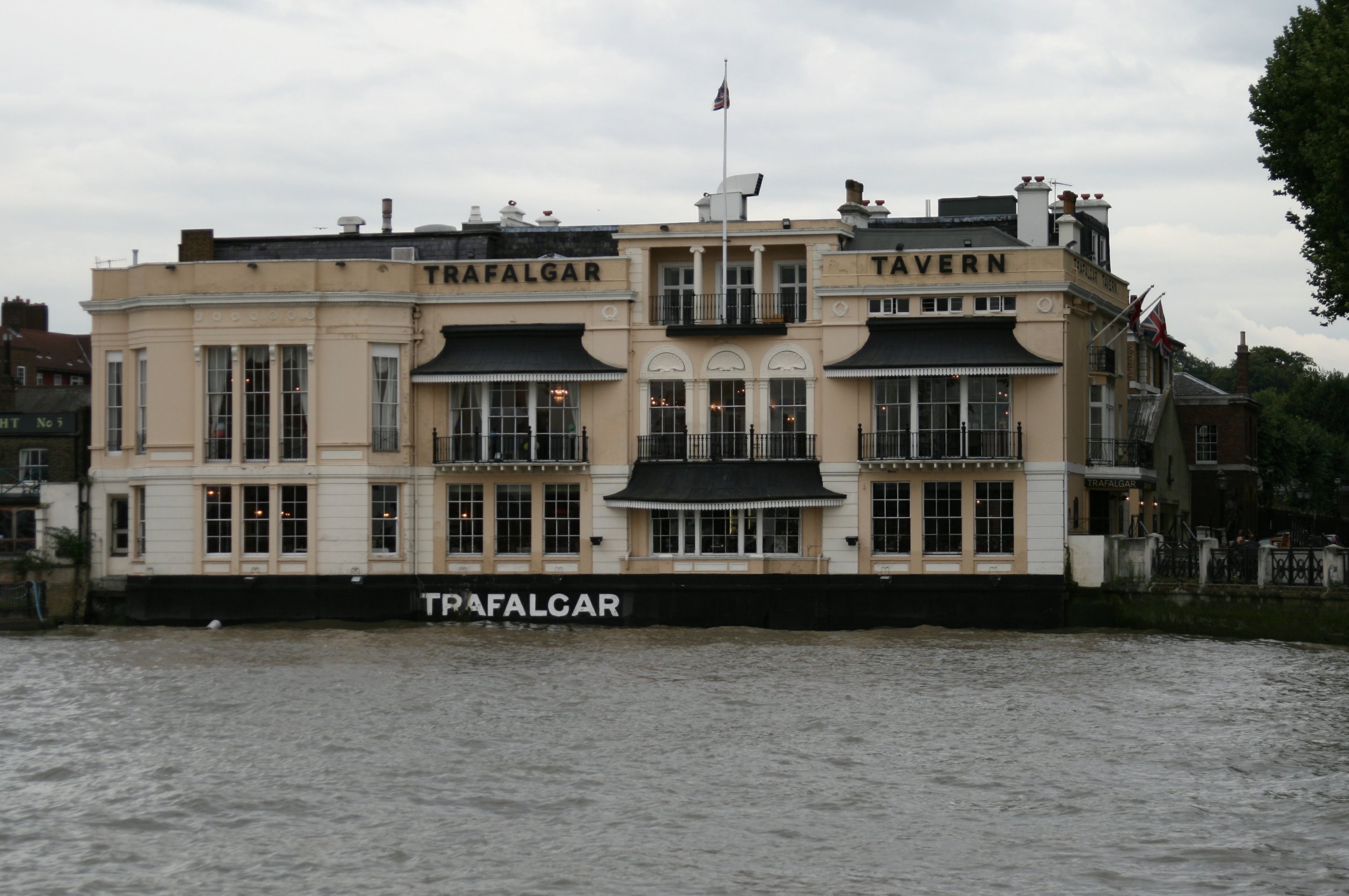
トラファルガー・タヴァーン

トラファルガー・タヴァーン (英語: Trafalgar Tavern) はロンドンのグリニッジ、パーク・ロウにある第二級指定建造物の建物に入っているパブである。 テムズ川の南岸、旧王立海軍大学の東側にある。ヴィクトリア朝時代に建てられて人気を博したパブであり、チャールズ・ディケンズの小説にも登場する。一時期船員のための施設として使用された後、再度パブとして開店し、グリニッジの観光名所のひとつとなっている。

## 来歴

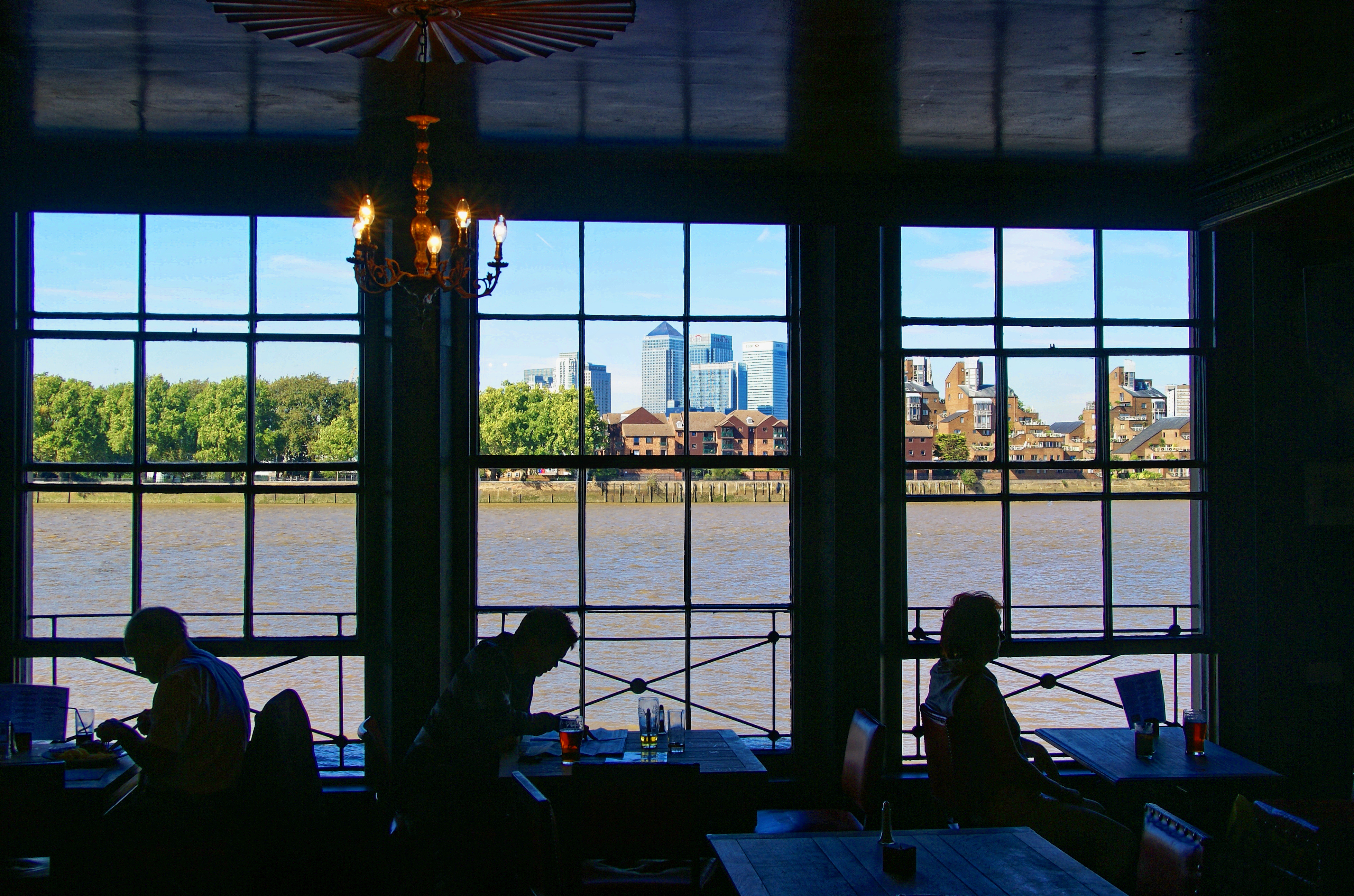
床から天井まである大きな窓

### ヴィクトリア朝
もともとジョージ・タヴァーンが建っていた場所に、建築家のジョゼフ・ケイにより1837年に建てられた。4階建てで、バルコニーがついた建物であった。ケイはグリニッジ病院のための仕事を請け負っていた。パブの新しい名称は1805年のトラファルガーの海戦に拠るものである。
当時はテムズ川でたくさんとれたシラスなどを用いた料理が売りで、大きな人気を博した。ウェストミンスターから川船でテムズ川を下ってアクセスできることもあり、19世紀にはウィリアム・グラッドストンなどの著名な政治家や、ウィリアム・メイクピース・サッカレー、ウィルキー・コリンズ、トーマス・マコーリー、ジョージ・クルックシャンク、フレデリック・マリアットなど多数の文人がこの店を訪問したという。チャールズ・ディケンズの『我らが共通の友』には結婚式の祝宴の場面でこの店が登場する。

### 第一次世界大戦

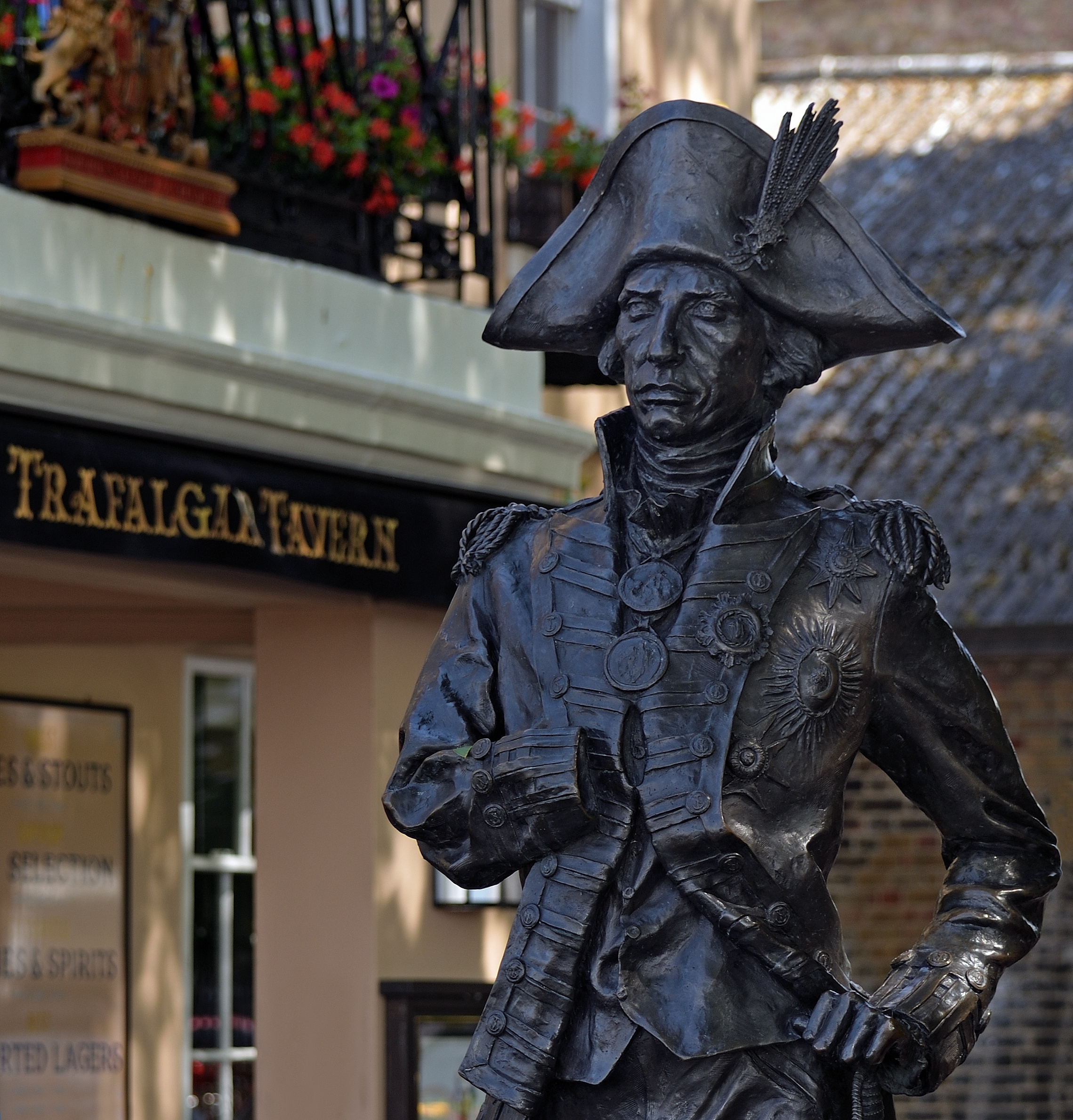
パブの名前のもととなったトラファルガー海戦にちなむネルソンの像

第一次世界大戦が始まった1914年には、この店には既に往事の勢いはなくなっており、商船隊の宿泊所などとして用いられていた。トラファルガー・タヴァーンは40名ほどの船員が宿泊できると考えられており、スペースの不足に悩んでいた海軍はグリニッジの海軍施設のすぐそばにあるトラファルガー・タヴァーンを王立婦人海軍のメンバーなどの住居として使えるか検討したが、王立婦人海軍が使用することにはならなかった。結局1915年にはパブが閉まり、引退した船員のための施設や労働者クラブとして使用されるようになった。1919年時点では、排水などの居住状況はあまり良くなかったという。

### パブとしての再オープン
1965年に改修され、再度パブとしてオープンした。1973年には建物が第二級指定建造物に登録された。床から天井まである窓と伝統的なパブ料理が売り物である。パブの外には名前の由来となったトラファルガーの海戦で勝利したホレーショ・ネルソンの像がある。テムズ川を見下ろす壮麗な外観のため、ディケンズの小説に出てきたのと同様、結婚式場として人気がある。